# Monument aux Héros du peuple

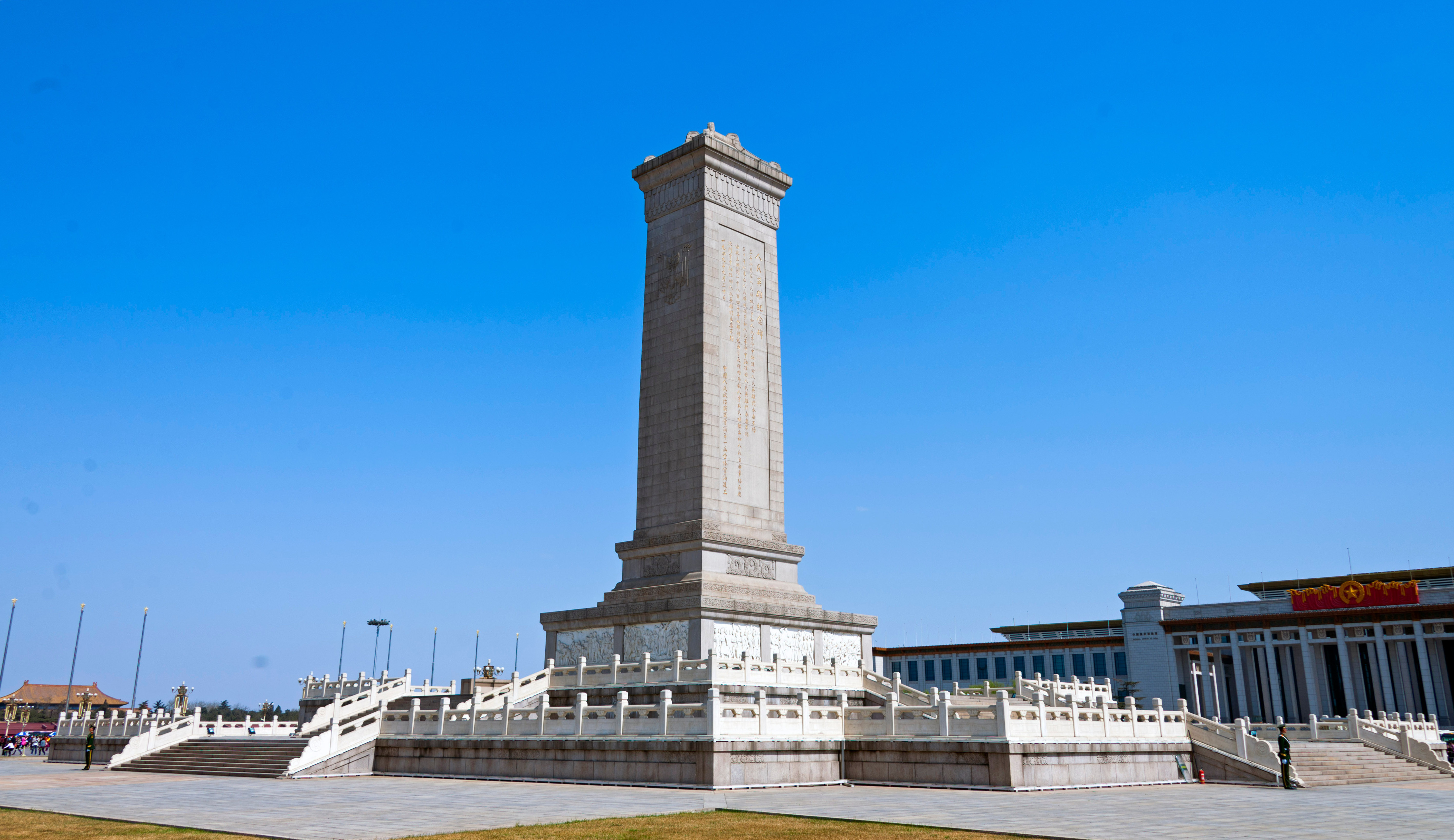
Vue du monument aux Héros du peuple.

Le monument aux Héros du peuple est un obélisque situé à Pékin, à proximité du centre de la Place Tian'anmen, au nord du mausolée de Mao Zedong. La construction d’un monument à la mémoire des martyrs qui ont donné leur vie pour la lutte révolutionnaire du peuple chinois lors des XIXe et XXe siècles, fut décidé le 30 novembre 1949, lors de la 1re session plénière de la Conférence consultative politique du peuple chinois.

## Description
Cet obélisque en granit de Qingdao (province du Shandong) et du district de Fangshan a été construit d'août 1952 à mai 1958. 
Les sources divergent sur la hauteur du monument, avec des estimations allant de 37,94 mètres. Il repose sur une terrasse d’une superficie de 3 000 m2, pour un poids de plus de 10 000 tonnes et contient aussi environ 17 000 pièces de marbre.
- La face Nord du monument présente le reproduction en lettres dorées d'une calligraphie du président Mao Zedong : « Gloire éternelle aux héros du peuple ».

- La face sud est gravée une calligraphie du Premier Ministre Zhou Enlai : « Gloire éternelle aux héros du peuple qui perdirent la vie dans la Guerre de Libération de ces trois dernières décennies.
Gloire éternelle aux héros du peuple qui perdirent la vie dans la lutte contre les étrangers et les ennemis intérieurs, pour l'indépendance nationale et pour le bonheur et la liberté du peuple de 1840 à nos jours. »

La base du monument est ornée de huit énormes bas-reliefs en marbre blanc sur près de 40 m retraçant plus d'un siècle d'histoire nationaliste et révolutionnaires. Cette fresque se lit dans le sens des aiguilles d'une montre à partir de la face orientale de l'obélisque :	 
- L'incendie par Lin Zexu des caisses d'opium importées par les Anglais, à Humen, le 3 juin 1839, prélude à la Première guerre de l'opium
- Le soulèvement du village de Jintian au Guangxi pendant la Révolte des Taiping en 1851
- Le soulèvement de Wuchang pendant le 10 octobre 1911, marquant la Révolution chinoise de 1911, qui mit fin à l'empire sino-mandchou des Qing
- Le mouvement du 4 mai 1919, protestant contre le Traité de Versailles qui cédait au Japon les possessions allemandes du Shandong, notamment Qindao
- Le mouvement du 30 mai 1925
- Le soulèvement de Nanchang, le 1er août 1925, date anniversaire de la fondation de l'armée rouge
- Les manifestations qui suivirent le bombardement du pont Marco Polo par les Japonais, le 7 juillet 1937, qui marque le début de la guerre de résistance contre le Japon impérial
- La traversée victorieuse du fleuve Yangtze par les troupes communistes en avril 1949, prélude à la victoire sur le régime nationaliste de Nankin

## Événement
Lors du Mouvement du 5 avril 1976, des manifestants déposent des fleurs au pied du monument aux Héros du Peuple, en mémoire de Zhou Enlai (décédé en janvier de la même année) puisque celui-ci n'a pas reçu de sépulture. Dans la nuit du 4 au 5 avril ces hommages sont retirés du pied du monument. Les manifestants sont évacués de la place dans « le sang  », plusieurs centaines de morts sont évoqués.

## Référence
1. ↑  Alain Peyrefitte La Tragédie chinoise Des cendres dispersées, une tuerie sur Tian'anmen